# Le Lion du désert
Pour plus de détails, voir Fiche technique et Distribution.
Le Lion du désert (titre arabe أسد الصحراء, anglais Lion of the Desert) est un film américano-libyen de Moustapha Akkad sorti en 1981.

## Synopsis
En 1929, le chef du gouvernement italien Benito Mussolini charge le général Rodolfo Graziani de résoudre le problème, en Libye, de la résistance armée des Bédouins, opposés à la colonisation de leur pays par l'Italie, et dont le chef spirituel est Omar al-Mokhtar. L'objectif de Graziani est la répression et surtout, la capture de Mokhtar, mais celui-ci mène une guérilla acharnée.

## Fiche technique
- Titre français : Le Lion du désert ou Omar Mukhtar
- Titre arabe : Asd alṣḥr, أسد الصحراء
- Titre anglais : Lion of the Desert
- Scénario : H.A.L. Craig, d'après des événements historiques
- Photographie : Jack Hildyard
- Musique (et direction musicale) : Maurice Jarre
- Décors : Syd Cain (en) et Mario Garbuglia
- Direction artistique : Bob Bell, Giorgio Desideri et Maurice Cain
- Costumes : Piero Cicoletti, Hassan Ben Dardaf et Annalisa Nasalli-Rocca (it)
- Montage : John Shirley (de)
- Production : Moustapha Akkad, pour la Falcon International Productions
- Genre : Drame, guerre, historique
- Format : Couleurs - 35 mm - 2,35:1 - Mono
- Durée : 163 minutes
- Date de sortie : États-Unis : : 17 avril 1981

## Distribution
- Anthony Quinn (VF : Henry Djanik) : Omar al-Mokhtar
- Oliver Reed (VF : René Arrieu) : le général Rodolfo Graziani
- Raf Vallone (VF : Serge Sauvion) : le colonel Diodiece
- Rod Steiger (VF : William Sabatier) : Benito Mussolini
- Irène Papas (VF : Paule Emanuele) : Mabrouka
- John Gielgud (VF : Louis Arbessier) : Sharif El Gariani
- Andrew Keir (VF : Georges Atlas) : Salem
- Gastone Moschin (VF : Henri Poirier) : le major Tomelli
- Adolfo Lastretti (VF : Jacques Thébault) : le colonel Sarsini
- Stefano Patrizi (VF : Éric Legrand) : le lieutenant Sandrini
- Sky Dumont (VF : Bernard Tiphaine) : le prince Amedeo (Duc d'Aoste)
- Takis Emmanuel (it) (VF : Michel Barbey) : Bu-Matari
- Rodolfo Bigotti (it) (VF : Edgar Givry) : Ismail
- Robert Brown (VF : Albert Médina) : Al Fadeel
- Ihab Werfali (VF : Jackie Berger) : Ali
- Eleonora Stathopoulou : la mère d'Ali
- Luciano Bartoli (en) (VF : Maurice Sarfati) : le capitaine Lontano
- Claudio Gora (VF : Jean-Jacques Steen) : le président du tribunal
- Giordano Falzoni (it) : un juge
- Franco Fantasia : l'aide de camp de Graziani
- George Sweeney (VF : Jacques Chevalier) : le capitaine Biagi
- Mario Feliciani (VF : Jean Michaud) : Lobitto
- Alec Mango

## La censure en Italie
Les autorités italiennes ont interdit le film en 1982, car selon les propos du président du conseil démocrate-chrétien, Giulio Andreotti, ce film serait "préjudiciable à l'honneur de l'armée". Par la suite, les députés de Démocratie prolétarienne ont demandé au Parlement de montrer le film à la Chambre des députés.
Le film a finalement été diffusé à la télévision par la chaîne Sky Italia, le 11 juin 2009, lors de la visite officielle en Italie de Mouammar Kadhafi.

## Accueil
L'historien de cinéma Stuart Galbraith IV écrit sur le film : 
« Un regard fascinant à l'intérieur d'une facette de la culture arabe profondément significatif encore pratiquement inconnu en dehors de l'Afrique du Nord et du monde arabe. Le Lion du Désert a un style Spartacus, David contre Goliath, un conte qui mérite plus de respect que ce qu'il a à ce jour. Il n'est pas un grand film, mais à la fin, il devient impérieux. »

L'historienne britannique Alex von Tunzelmann écrit :
« Omar al-Mokhtar a été adoptée comme une figure de proue par de nombreux mouvements politiques libyens, y compris à la fois Kadhafi lui-même et les rebelles qui actuellement le combattent. Le Lion du Désert est une demi-heure trop long, mais sa représentation du colonialisme italien et de la résistance libyenne est globalement exact. »

Le critique de cinéma Vincent Canby écrit :
« Spectaculaire... presque une interminable série de grandes scènes de bataille. »

Clint Morris commente le film comme :
« Une grande aventure épique qui va se présenter comme un point culminant dans la carrière de producteur de Moustapha Akkad. »

L'historien britannique Denis Mack Smith a écrit dans la revue New Cinéma :
« Jamais dans un film, l'horreur, mais aussi la noblesse de la guérilla n'ont été exprimées de façon si mémorable dans des scènes de bataille si impressionnant, jamais l'injustice du colonialisme dénoncée si vigoureusement. Ceux qui jugent ce film avec un critère de fiabilité historique ne peuvent qu'admirer l'ampleur de la recherche qui a supervisé la reconstitution. »

En Libye, le film eut un énorme succès. À sa sortie dans le pays, il fut considéré comme un événement national, d'autant plus que le régime de Mouammar Kadhafi a fait tourner le film dans le pays. Anthony Quinn fut longtemps la star de cinéma Américaine la plus populaire et connue du pays. Déjà, Anthony Quinn était largement connu des cinéphiles des pays arabes, ayant joué un notable Arabe dans le film Lawrence d'Arabie, de David Lean en 1962 et celui d'un autre notable Arabe, lors du précédent film de Moustapha Akkad, Le Message en 1976. Le film était régulièrement passé à la télévision Libyenne, et dans les collèges et les lycées du pays. Il contribuera à remettre à l'honneur le héros Omar al-Mokhtar, qui combattait les colonialistes fascistes Italiens. En Libye, le film ne connaîtra aucune forme de censure, et quand il sortit avec sa version Arabe, les répliques des acteurs sont conformes à celles de la version du film d'origine, en Anglais,.
Déclaré "Citoyen d'honneur de Libye" en 1981, Anthony Quinn ne retournera pourtant plus jamais en Libye, après la fin du tournage du film, en 1980. S'il appréciera, ou sera conscient de sa popularité en ce pays, il ne s'exprimera, en revanche, jamais, à propos du régime du colonel Kadhafi.